# سيدي عابد (الجزائر)
سيدي عابد بلدية تابعة دائرة عماري ولاية تيسمسيلت تقع بين تيسمسيلت وأولاد بسام يقطنها حوالي 16000 نسمة  سميت بذلك نسبة إلى الولي الصالح الشريف سيدي عابد بن بوجلة بن علي زين العابدين بن محمد بن محمد بن سيدي بوعبد الله المشيشي الادريسي الحسني العلوي